# Al-Ricotí
Plantilla:En breve
Abu Bakr Muḥammad ibn Aḥmad al-Riqūṭī al-Mursī (en árabe: أبو بكر محمد بن أحمد الرِّقوطي المرسي; c. 1215 – c. 1285), conocido también como **Al Ricotí**, fue un jurista (faqīh), lógico, médico y maestro andalusí. Natural de Ricote, dirigió en Murcia el Estudio General trilingüe auspiciado por el infante —y después rey— Alfonso X el Sabio. En 1273 se trasladó a la corte nazarí de Muḥammad II al-Faqīh, donde ejerció como médico y consejero científico.

## Contexto histórico
La Marca oriental de al-Ándalus pasó, en el siglo XIII, del dominio almohade a la taifa de Murcia y, finalmente, a la Corona de Castilla. El tratado de Alcaraz (1243) estableció el vasallaje murciano y, tras la campaña de 1266, el territorio se transformó en el Reino de Murcia. En ese escenario fronterizo se formó al-Riqūṭī.

## Biografía

### Orígenes y formación (c. 1215-1245)
El historiador granadino Ibn al-Jatib señala que al-Riqūṭī nació en Ricote y se formó en lógica, aritmética, música y medicina.

### Director del Estudio General trilingüe (1245-1272)
Tras la capitulación murciana, el infante Alfonso convocó a eruditos musulmanes para fundar un studium multilingüe. Ibn al-Jatib relata que al-Riqūṭī «enseñaba a musulmanes, cristianos y judíos en sus propias lenguas». Julio Samsó identifica la escuela con el **Estudio General trilingüe** autorizado en 1245. Gerard Wiegers describe a al-Riqūṭī como maestro de lógica aristotélica y traductor.
Entre 1245 y 1266 Murcia fue taifa vasalla; tras la incorporación a Castilla (1266) continuó como director hasta 1272.

### Servicio en la corte nazarí (1273-1285)
La revuelta mudéjar aceleró la emigración de intelectuales musulmanes. El sultán Muḥammad II invitó a al-Riqūṭī a Granada (1273). Allí sirvió como faqīh, médico y lógico de corte hasta su muerte (1280-1285).

## Obra y pensamiento
- Tratados de lógica y medicina — citados por Ibn al-Jatib; hoy perdidos.
- Glosas al Canon de Avicena y a la Isagoge.
- Traducciones árabe-latín para el scriptorium alfonsí.

Su método combinaba la silogística aristotélica con categorías de Avicena; en medicina seguía a al-Zahrāwī e Ibn al-Bayṭār.

## Legado
- **Primer rector simbólico** de la Universidad medieval murciana.
- **Ejemplo de pluralismo** intelectual trilingüe.
- **Cátedra “Al-Riqūṭī”** (UMU, 2024) dedicada a digitalizar manuscritos andalusíes.